# Hawker Hurricane

Hawker Hurricane

O Hawker Hurricane foi um dos mais famosos aviões de caça britânicos da Segunda Guerra Mundial. Projetado em 1934, por Sidney Camm, foi o primeiro caça monoplano da Royal Air Force (RAF) e também o primeiro a atingir velocidade superior a 480 km/h (ou 300 ml/h).
Embora ofuscado pelo Supermarine Spitfire, o avião se tornou famoso durante a Batalha da Grã-Bretanha, sendo responsável por 60% das vitórias aéreas da RAF na batalha. Serviu em todos os grandes teatros da Segunda Guerra Mundial.

## História
Os primeiros Hurricane foram entregues à RAF em dezembro de 1937 e, em setembro de 1939, já equipavam 18 esquadrões, alguns dos quais foram enviados à França. Mais da metade dos aviões alemães abatidos durante o primeiro ano da guerra, foi vítima dos Hurricane. 
O maior peso da Batalha da Inglaterra coube aos 32 esquadrões de Hurricane disponíveis, que tinham a incumbência de atacar os bombardeiros alemães, deixando aos Spitfire, mais ágeis e mais velozes, a tarefa de enfrentar os caças nazistas. 
Em 1941, alguns exemplares da versão Mk.I foram modificados para o lançamento através de catapulta. Estes modelos ficaram conhecidos como "Hurricat". Em 1942, foi lançada a versão "Sea Hurricat", para catapulta e porta-aviões.
No total, foram produzidos 14 583 unidades até o final de 1944, incluindo 800 convertidos para a variante Sea Hurricane e 1 400 construídos no Canadá, Se distinguiram em todas as frentes, inclusive como aviões de ataque ao solo, papel no qual se destacou no Teatro do Norte da África, onde vários modelos de Hurricanes foram dotados de um par de canhões automáticos de 40 mm, com capacidade de penetrar a blindagem de qualquer tanque alemão da época.

### Operação em outros países

#### Iugoslávia
No início de 1938, a Real Força Aérea Iugoslava (em servo-croata:  Vazduhoplovstvo Vojske Kraljevine Jugoslavije, VVKJ) fez um pedido para a Hawker Aircraft de doze caças Hawker Hurricane Mk I, sendo a primeira compra estrangeira desta aeronave.  A VVKJ operou os Hawker Hurricane Mk I britânicos de 1938 a 1941. Entre 1938 e 1940, a VVKH adquiriu um total de 24 Hurricane Mk 1 dos primeiros lotes de produção. Outras vinte aeronaves foram construídas pela Zmaj sob licença na Iugoslávia. Quando o país entrou na Segunda Guerra Mundial devido à Invasão da Iugoslávia em abril de 1941, um total de 41 Hurricane Mk I estavam em serviço como caças. Eles alcançaram algum sucesso contra as aeronaves da Luftwaffe, mas todos os Hurricane iugoslavos foram destruídos ou capturados durante a invasão que durou 11 dias.

#### União Soviética
Durante os primeiros anos da Segunda Guerra Mundial, 2 952 exemplares foram fornecidos à União Soviética, dando boas provas também naquela frente.

## Imagens

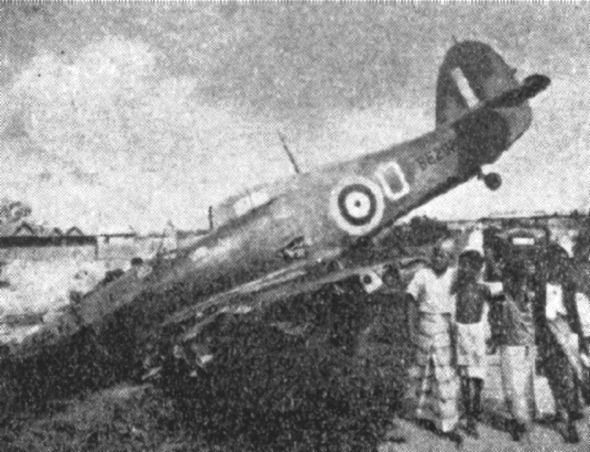
Hawker Hurricane Mk.II abatido em 08 de fevereiro de 1942, durante a Batalha de Singapura.
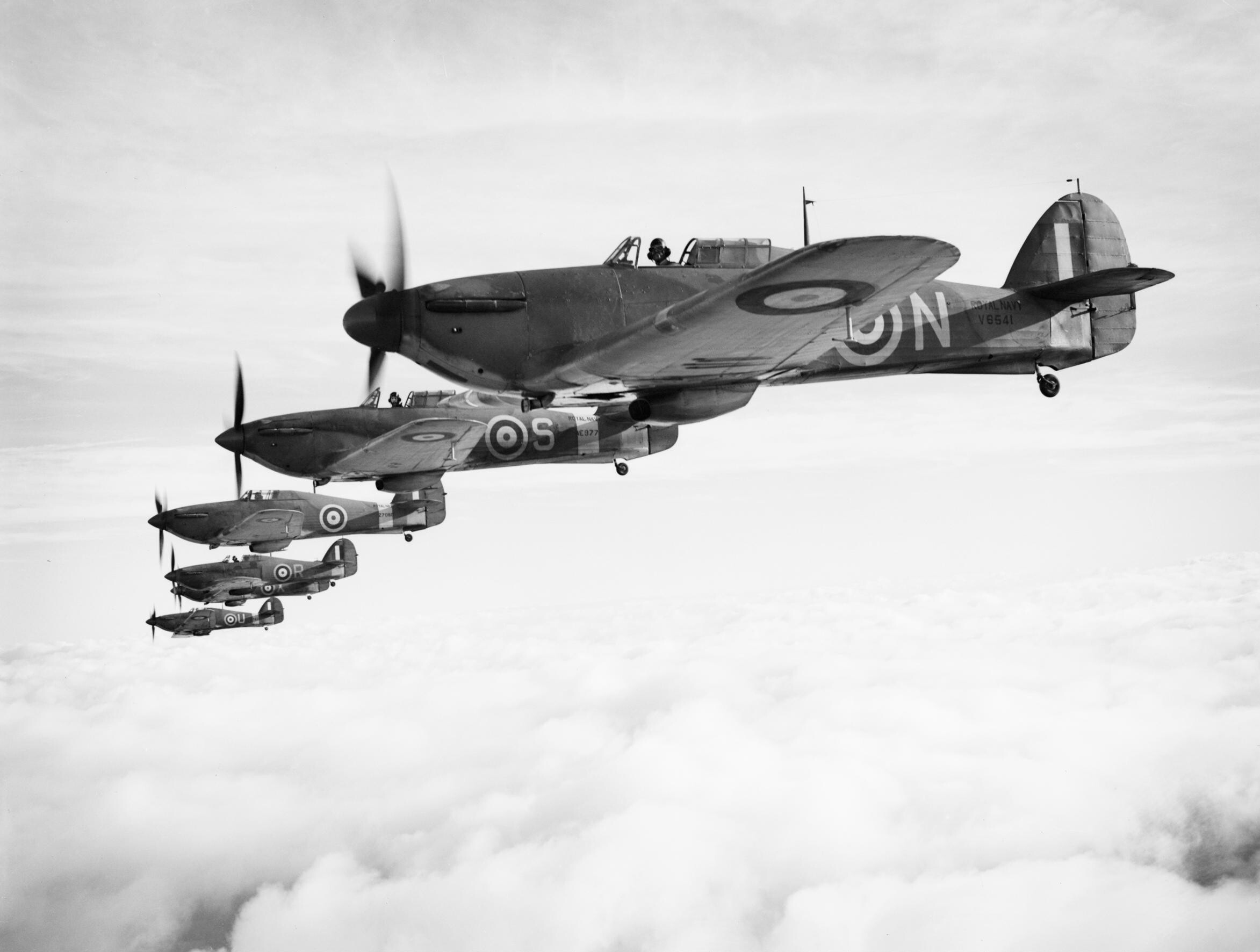
Formação de 6 caças Sea Hurricane Mk IB (dezembro de 1941).
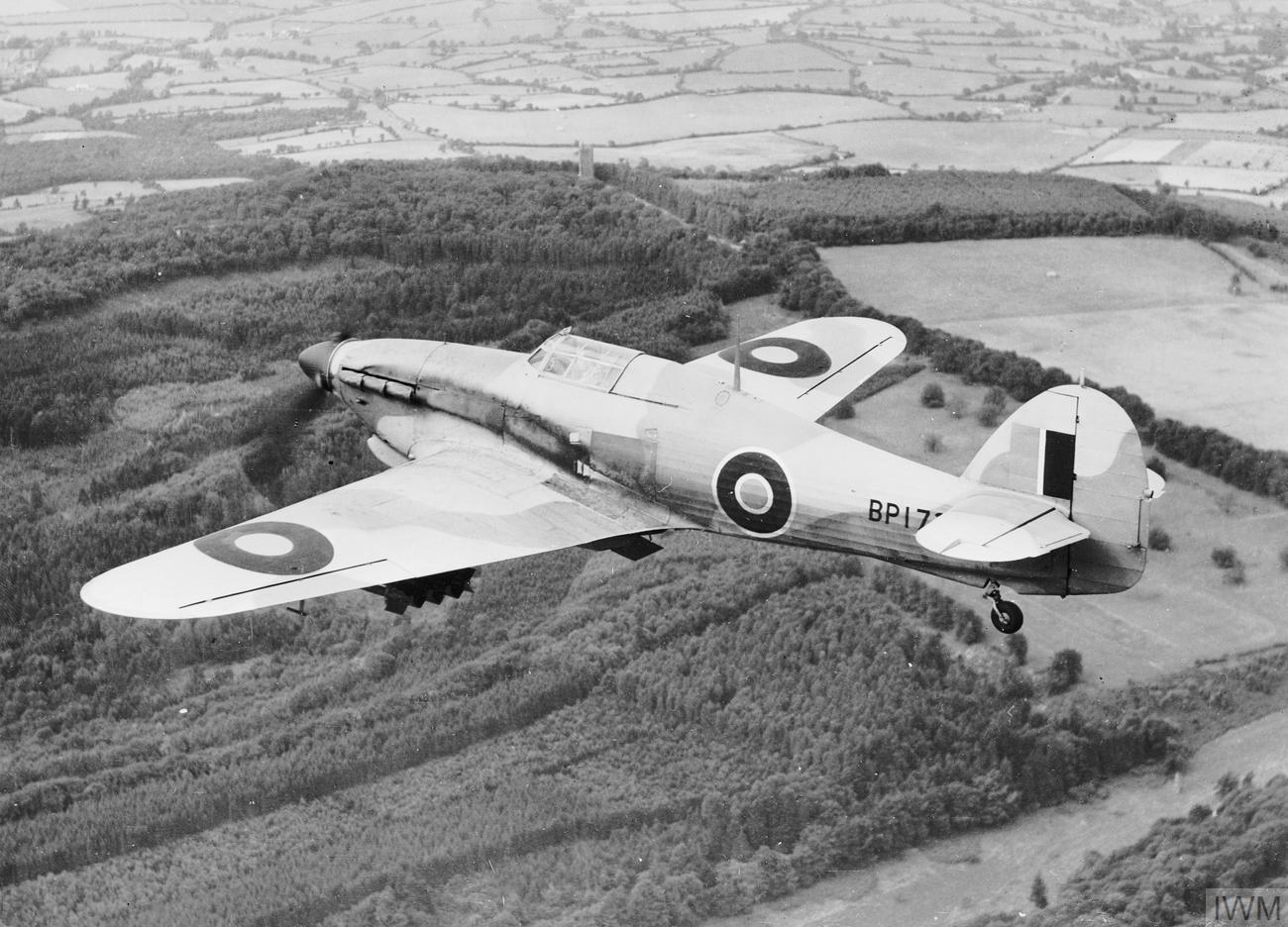
Hurricane Mk IV da RAF em agosto de 1945, equipado com foguetes para alvos terrestres.
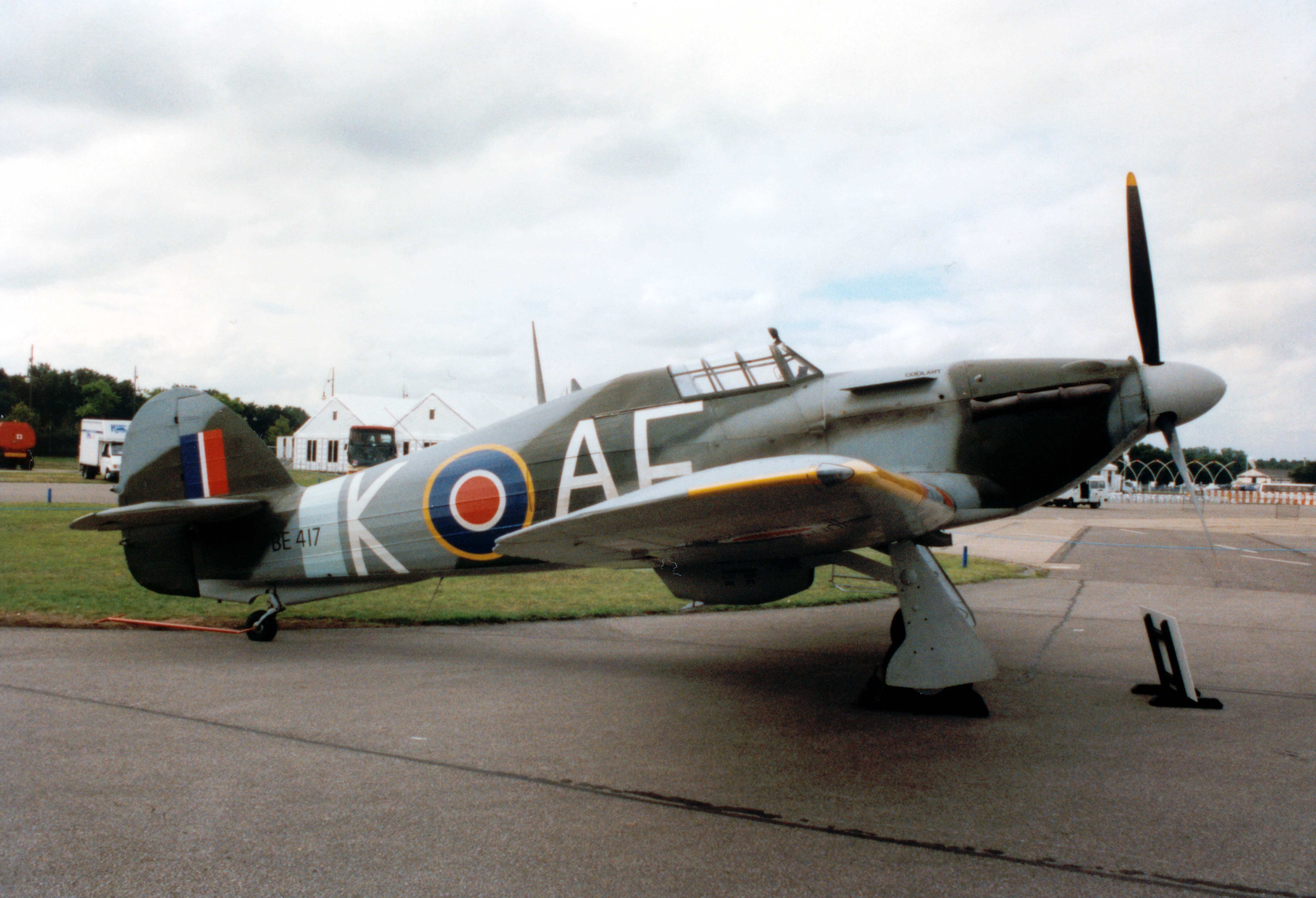
Hurricane da RAF restaurado, setembro de 1996.